# Корнелін (Мазовецьке воєводство)
Корнелін (пол. Kornelin) — село в Польщі, у гміні Нова-Суха Сохачевського повіту Мазовецького воєводства.
Населення — 316 осіб (2011).

## Демографія
Демографічна структура станом на 31 березня 2011 року:
|          | Загалом | Допрацездатний вік | Працездатний вік | Постпрацездатний вік |
| -------- | ------- | ------------------ | ---------------- | -------------------- |
| Чоловіки | 167     | 27                 | 123              | 17                   |
| Жінки    | 149     | 27                 | 90               | 32                   |
| Разом    | 316     | 54                 | 213              | 49                   |